# 4-丙烯基苯甲酸
4-丙烯基苯甲酸是一种有机化合物，化学式为C10H10O2。它可由4-丙烯基溴苯和叔丁基锂、碳酸钠反应后，酸化得到。它和溴在氯仿中反应，可以得到4-(1,2-二溴丙基)苯甲酸。